# Katarzyna Gajgał
Katarzyna Gajgał-Anioł (née Biel le 21 septembre 1981 à Dębica) est une ancienne joueuse de volley-ball polonaise. Elle mesure 1,91 m et jouait au poste de centrale. Elle a totalisé 75 sélections en équipe de Pologne. Elle a mis un terme à sa carrière de volleyeuse professionnelle en avril 2018.

## Clubs
| Club                 | De        | À         |
| -------------------- | --------- | --------- |
| MKS Lubań Śląski     |           | 1995-1996 |
| SMS PZPS Sosnowiec   | 1996-1997 | 1998-1999 |
| BKS Bielsko-Biała    | 1999-2000 | 2008-2009 |
| MKS Dąbrowa Górnicza | 2009-2010 | 2009-2010 |
| Muszynianka Muszyna  | 2010-2011 | 2012-2013 |
| PSPS Chemik Police   | 2013-2014 | 2017-2018 |

## Palmarès
- Championnat de Pologne
  - Vainqueur : 2003, 2004, 2011, 2014, 2015, 2016, 2017, 2018.
  - Finaliste : 2009, 2012.
- Coupe de Pologne
  - Vainqueur : 2004, 2006, 2009, 2011, 2014, 2016, 2017.
  - Finaliste : 2015.
- Supercoupe de Pologne
  - Vainqueur : 2011, 2014, 2015.
  - Finaliste : 2017.
- Coupe de la CEV
  - Vainqueur :2013.